# Most pri Bratislave
Most pri Bratislave es un municipio del distrito de Senec en la región de Bratislava, Eslovaquia, con una población estimada a final del año 2024 de 4533 habitantes.
Se encuentra ubicado al sureste de la región, en el valle del río Morava y cerca de la frontera con la región de región de Trnava y con Austria.

## Demografía
| Año        | 1994 | 2004    | 2014     | 2024     |
| ---------- | ---- | ------- | -------- | -------- |
| Población  | 1527 | 1594    | 2590     | 4533     |
| Diferencia |      | +4,38 % | +62,48 % | +75,01 % |

| Año        | 2023 | 2024    |
| ---------- | ---- | ------- |
| Población  | 4425 | 4533    |
| Diferencia |      | +2,44 % |